# Zica Manuhi
Zica Manuhi (23 luglio 1993) è un calciatore vanuatuano, centrocampista del Tafea.

## Carriera

### Club
Ha sempre giocato nel campionato vanuatuano.
In carriera ha giocato complessivamente 4 partite nella OFC Champions League.

### Nazionale
Ha esordito in nazionale nel 2016, partecipando alla Coppa d'Oceania dello stesso anno.

## Palmarès

### Club

#### Competizioni nazionali
- Campionato di Vanuatu: 1

Tafea: 2018-2019